# Pristupanje Kosova Europskoj uniji
Pristupanje Kosova Europskoj uniji jest proces kojim Kosovo nastoji pristupiti Europskoj uniji. Kosovo, kao i cijeli zapadni Balkan, ima europsku perspektivu. Dana 20. travnja 2005. Europska komisija usvojila je Vijeće o Kosovu u Vijeću Europska budućnost za Kosovo koje pojačava opredijeljenost Komisije na Kosovu. Europsko društvo sredstvo je ostvarenja europske perspektive zemalja Zapadnog Balkana u okviru procesa pridruživanja i stabilizacije.
Na privremene institucije samouprave Vlada je usvojila plan djelovanja za provedbu u Europskoj članstva u kolovozu 2006. godine, a ovaj dokument odražava trenutne dinamike rada između Europske unije i PISG.
U ožujku 2007. uspostavljena je nova struktura sektorskih sastanaka pod okriljem Mehanizma za stabilizacijski nadzor u područjima dobre uprave, ekonomije, unutarnjeg tržišta, inovacija i infrastrukture. 
Do 2008. održano je četrnaest sastanaka Mehanizma za stabilizacijski nadzor, procesa namijenjenog promicanju političkog dijaloga između Europske unije i kosovskih vlasti o pitanjima koja se odnose na pristup Europskoj uniji.
Članice EU koje Kosovo ne priznaju kao neovisnu državu su: Španjolska, Slovačka, Cipar, Rumunjska i Grčka.
Premda je do sada samo 23 od 28 članica Europske unije priznalo Kosovo kao neovisnu državu, službeno se smatra potencijalnim kandidatom za ulazak u Europsku uniju, a pripisuje mu europsku perspektivu Vijeće Europske unije. Kao što je potvrđeno na samitu u Solunu u lipnju 2003., Kosovo je čvrsto povezano s okvirom procesa stabilizacije i pridruživanja, politikom EU koja se odnosi na Balkan i namijenjena je pripremi potencijalnih kandidata za članstvo u EU.
Pregovori o Sporazumu o stabilizaciji i pridruživanju su započeli 28. listopada 2013., sporazum je potpisan 27. listopada 2015., a stupio na snagu 1. travnja 2016. Kosovo je prva država čiji se sporazum nije ratificirao u svakoj pojedinoj članici EU.